# 魯弗斯·邁爾斯
魯弗斯·愛德華·邁爾斯（Rufus Edward Miles, Jr.；1910年6月14日—1996年4月9日），是美国行政官員和作家。他在联邦安全局和卫生及公共服務利部(HEW) 從事15年的行政职务。 邁爾斯歷任三位美国总统的秘书：德怀特·D·艾森豪威尔、约翰·F·肯尼迪和林登·B·约翰逊。1965年退休后，邁爾斯著書立說。其中《从美国梦醒來》（英語：Awakening From the American Dream: The Social and Political Consequences of Growth, 1976 年）認為，長期而言，经济增长是不可能持续的。

## 邁爾斯定律
得名自邁爾斯的迈尔斯定律指出：“你支持甚麼取決於你坐在哪裡”，即職位決定立場、換了位子便換腦袋。这句话起源于迈尔斯在1948年底和1949 年初担任预算局劳工和福利部门负责人时发表的言论。